# Хану луј Пала (Дамбовица)
Хану луј Пала (рум. Hanu lui Pală) насеље је у Румунији у округу Дамбовица у општини Улиешти. Oпштина се налази на надморској висини од 153 m.

## Становништво
Према подацима из 2002. године у насељу је живело 408 становника, од којих су сви румунске националности.